# Айхштет (район)
Айхштет (нім. Eichstätt) — район у Німеччині, у складі округу Верхня Баварія федеральної землі Баварія. Адміністративний центр — місто Айхштет.

## Населення
Населення району становить 133 169 осіб (станом на 31 грудня 2020).

## Адміністративний поділ
Район складається з 2 міст (нім. Städte), 11 торговельних громад (нім. Märkte) та 17 громад (нім. Gemeinden):
| Міста 1. Айхштет (13343) 2. Байльнгріс (9908) Об'єднання громад 1. Айтенсгайм (громади Бемфельд та Айтенсгайм) 2. Айхштет (громади Полленфельд, Шернфельд та Вальтінг) 3. Нассенфельс (громади Адельшлаг, Егвайль та Нассенфельс) 4. Пферрінг (громади Міндельштеттен, Обердоллінг та Пферрінг) Торговельні громади 1. Альтманнштайн (7038) 2. Вельгайм (2730) 3. Гаймерсгайм (12205) 4. Дольнштайн (2876) 5. Кешинг (9789) 6. Кіндінг (2494) 7. Кіпфенберг (5862) 8. Мернсгайм (1587) 9. Нассенфельс (2237) 10. Пферрінг (3929) 11. Тіттінг (2669) | Громади 1. Адельшлаг (3025) 2. Айтенсгайм (3048) 3. Бемфельд (1704) 4. Буксгайм (3666) 5. Вальтінг (2338) 6. Веттштеттен (5105) 7. Гепберг (2936) 8. Гіцгофен (2989) 9. Гросмерінг (7242) 10. Денкендорф (4862) 11. Егвайль (1205) 12. Лентінг (4989) 13. Міндельштеттен (1736) 14. Обердоллінг (1306) 15. Полленфельд (2979) 16. Шернфельд (3253) 17. Штаммгам (4119) |

Дані про населення наведені станом на 31 грудня 2020.